# カドミュスとエルミオーヌ

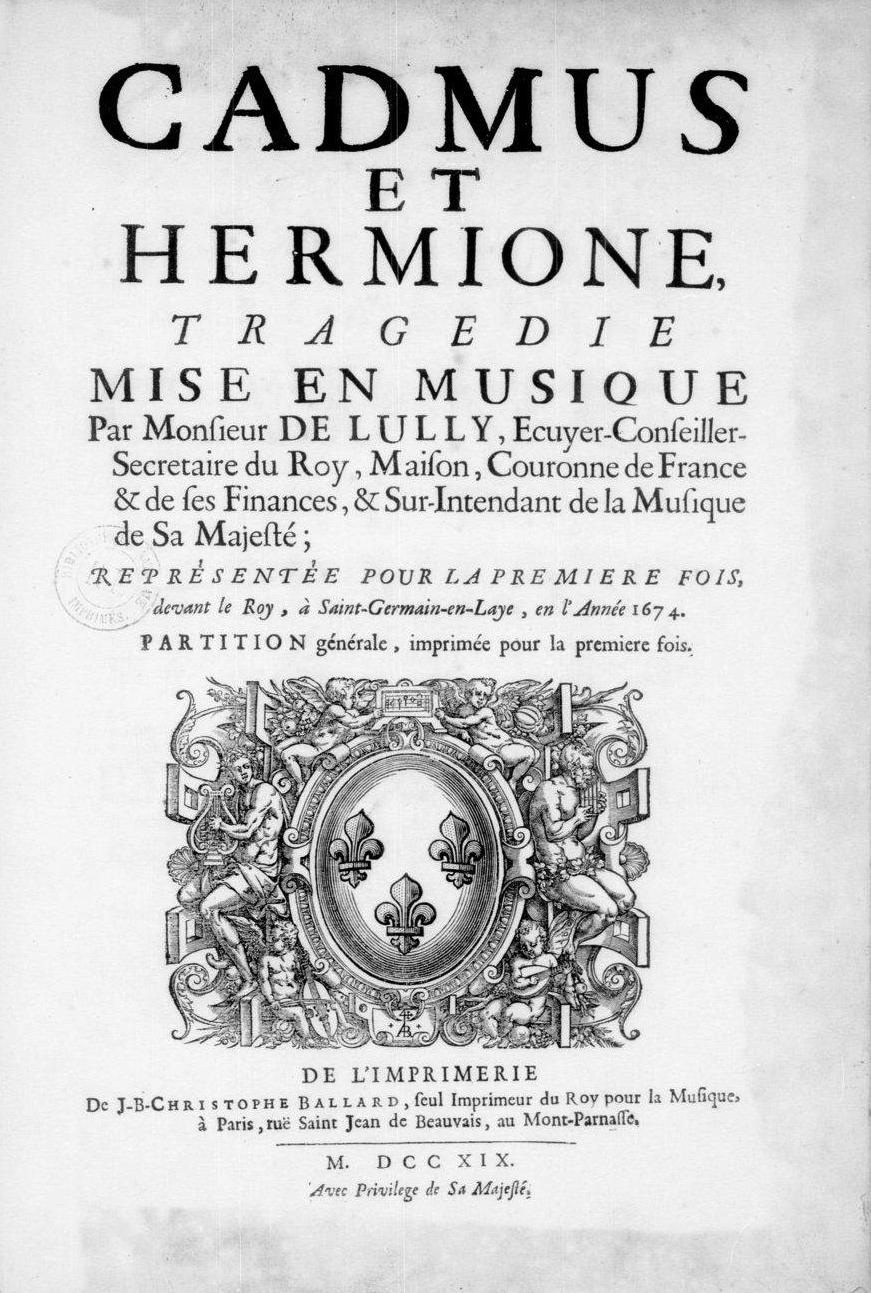
楽譜の表紙

『カドミュスとエルミオーヌ』（フランス語: Cadmus et Hermione）は、ジャン＝バティスト・リュリが作曲したプロローグを備えた5幕のフランス語のトラジェディ・リリック（抒情悲劇）とされている。1673年4月27日にフランス王立音楽アカデミーによって、パレ・ロワイヤルの野外劇場サル・デュ・ベルエールにて初演された。リブレットはフィリップ・キノーがオウィディウスの『変身物語』を題材として作成した。

## 概要

### 歴史的意義

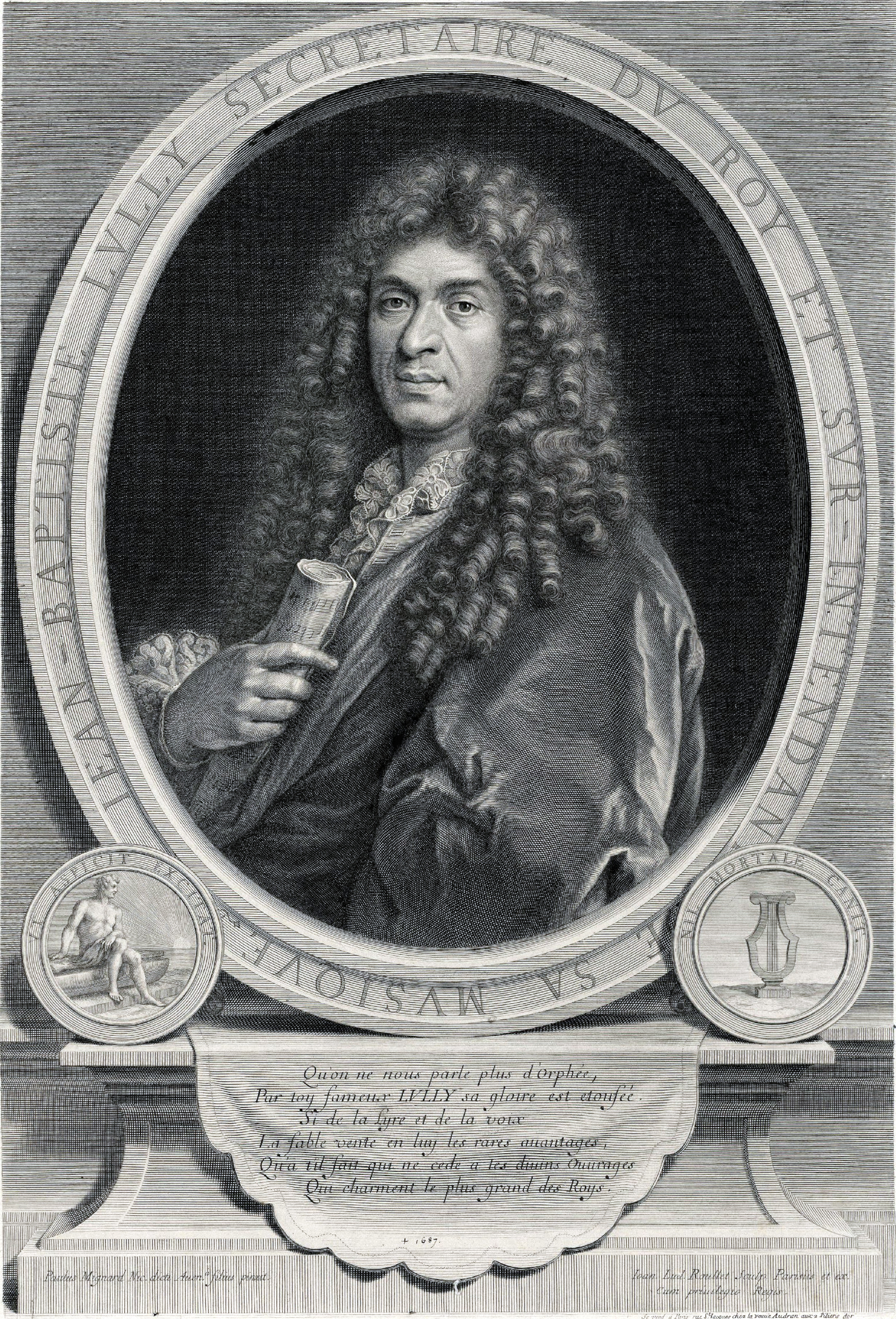
ジャン＝バティスト・リュリ

本作はリュリが作曲した最初の抒情悲劇、したがって、最初の真のフランス・オペラである。ロベール・カンベールとピエール・ペランによる『ポモーヌ』（1671年）やサブリエール(Sabliere)の『ディアーヌとエンデュミオン』（1671年）の試みは未だ音楽的価値には乏しい田園劇にとどまっていた。リュリはレシタティフはほぼ未経験であったが（本作はフランス語によるレシタティフの最初期の例である）、本作によってフランス・オペラのすべての特徴を定め、目覚ましい成功を収めたのである。
音楽史上におけるリュリの大きな功績の一つは、フランス独自の様式によるオペラを考案し、この新しい音楽ジャンルが発展するための筋道となる傑作を書き上げたことである。17世紀初頭のイタリアで成立した舞台芸術であるオペラは、リュリ登場以前のフランスでも作曲、上演される試みは何度もあった。ただイタリア・オペラでは登場人物が背景や状況を説明するために語られるように歌われるレチタティーヴォ（叙唱）と旋律豊かに自分の心情を吐露するアリア（詠唱）が交互に披露されて物語が進行するというのが基本的な形であった。だがこれは、自国の高度な朗唱劇に慣れているフランス人にとってあまりにもわざとらしく感じられ、イタリア直輸入の作品が好評を得ることはあまり無かった。このためリュリはフランス古典劇の抑揚を研究し、レチタティーヴォとアリアが柔軟に融合するフランス語の音楽性を活かした歌唱による傑作劇を次々と発表するようになる。
パイヤールによれば本作と共に本当に歌劇の名に相応しい、一連の歌劇が始まる。とにかく、本作はフランスの最初の悲歌劇であって、田園劇風の筋は、超自然事や神話をもとにし、仕掛けの見せびらかし、あるいは舞踏や合唱に好都合な、ドラマティックな筋運びのために、見捨てられている。叙唱はキノーの台本の存在を明らかにするが、まだぎこちない。厳格に音綴を守る話法、詩の休止をあくまで変えない方法、あまりにも型にはまった節奏法のために、叙唱の良さが失われている。それでも、エルミオーヌに対するカドミュスの別れは、この時すでにリュリの作品の中で最も成功したものの中に数えられている。オーケストラは序曲と舞踏以外の場所では、序幕における怪蛇ピトンの挿話を除いて、まだ僅かな役割しか果たしていない。
フレデリック・ロベールによれば、本作によって門付け楽師リュリ、コメディ・バレエの共同推進者のリュリから、リュリは音楽界の大御所のオペラ作曲家となった。類稀な華麗さと機械仕掛けを加えた悲劇は、娯楽から豪奢へと向かっている宮廷に相応しいジャンルだった。また、宮廷ではジャンルの差別化が行われており、次第に喜劇的なものが排除されて行くのであるが、パリ市民はますます喜劇を独占するようになり、宮廷の神話によるシンボリズムと対照的に、享楽的なリアリズムによって市民の反抗的な対立姿勢を表明している。
リュリがフランス・オペラの真の創始者であるという主張には疑念の余地がない。策略に長けた実践家であったリュリは自分の計画に対する重大な反対にはどんなものでも帳消しにし、女性関係にだらしない私生活にもかかわらず、君主の積極的な援助を維持した。しかし、彼の成功は寛大な引き立てがあったからでも、彼の覇権に対する挑戦がほとんどなかったからでもない。彼のオペラは声楽と器楽とを自由に使いこなす彼の力を示していると同時に、新しいフランスのオペラが取り組んできた悲劇とバレエというジャンルへの素朴な愛着に対する深い共感も示していた。音楽、詩、劇、舞踏、舞台の個々の要素に対するリュリの管理は、分かち難い全体へと結びつけられている。彼は、単なる作曲家ではなく、それぞれのオペラの創造、とりわけ台本作りにおいて中心的な役割を演じた。

### 音楽的特徴と内容

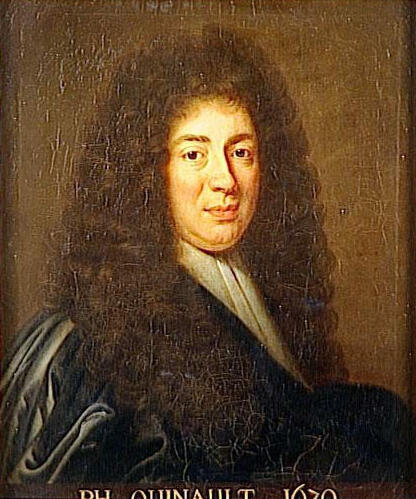
フィリップ・キノー

リュリはイタリア風にこの悲劇的な筋書きの中に、カドミュスの従者アルバスや乳母をはじめとする登場人物の周りに、喜劇的要素を多く配置している。しかし、あくまでフランス趣味に忠実なリュリはバレエに重きを置いた。神や女神の介入は、飛んだり、突然姿を現すための舞台の仕掛けを活用するのによい機会となり、一方、数多くの装置はそれらの不思議な効果を増大させた。レシタティフは厳格なまでに朗読の抑揚に忠実であろうとするあまり、多少のぎこちなさが残っている。リュリは後に彼の特徴となるはずの柔軟性をまだ身につけてはいなかった。オーケストラはほとんど介入しない。最も素晴らしい部分は明らかにバレエやオペラ・バレエに由来する部分（軽い、または喜劇的な歌曲）である。例えば、カドミュスの別れの場面（「私は行く、美しいエルミオーヌよ！」〈Je vais partir, belle Hermione!〉）のようにそれらに由来しない例外的なものも勿論あるが、リュリはそのようなものには半ばレシタティフ的で、半ば旋律的な独自の方法と感情の強調といった手法を一挙に用いている。
リュリのオペラの内容は、古代ギリシア悲劇や中世の英雄物語を参考にしながら、心を高貴なものとする題材から考案する。古典劇のように聴き取れる歌唱、深い意味付けをもたらす合唱、多彩なバレエ、大規模な編成の管弦楽、豪華絢爛な舞台装置、見事な場面転換を可能にする器械仕掛け、という6つの要素を上演では存分に駆使する。こうした美学と様式をリュリは『カドミュスとエルミオーヌ』で確立した。これは19世紀のグランド・オペラの時代までフランス・オペラの基盤となるのである。

エルミオーヌ

《カドミュス》によってリュリとキノーはついにフランス・オペラの基礎を築いたと言われる。これ以後の12年間は基本となる一定の形式のもとで、多くの成功作となるトラジェディ・アン・ミュジック（音楽悲劇）を合作した。トラジェディ・アン・ミュジックの中心は王を賛美することにあった。それはプロローグであり、それに続く物語と何らかの関係を持つことは滅多になく、本質的にルイ14世を賛美する目的としている。他方、時には王自身が選ぶこともあるが、物語の多くは王室の人物の寓意であった。〈愛〉と〈栄光〉との間の戦いは、それに付随するものも含めて、お馴染みの神話や騎士物語を扱うことによって究められており、古典的フランス悲劇の精神が、奇跡と劇が困難に至ると万能の神が登場し解決するというデウス・エクス・マキナの介在によって、極めてはっきりと見られるが、スペクタクル性の強調とバレ・ド・クールの復活によって和らげられた。
ロマン・ロランによれば《カドミュス》には興味を惹かれる。本作はリュリにとっての『イポリートとアリシー』であり、リュリの若い自分の理論に捕らわれていないリュリ、初めての非常に大きな勝負乗り出し、その勝負に勝とうと望み、自分の音楽を全く出し惜しみせず、出せる限りのものを出し尽くしているリュリが認められる。これほど立派で、内容豊かで自由なオペラは彼の作品の中でもほとんどない。そこには既に劇に秀でたリュリ、悲劇の朗唱法の素晴らしい諸例の中でも最善のものが認められる。彼の全作品の中でも朗唱法の真実さという点からいうとカドミュスのエルミオーヌへの別離の場に匹敵する頁はほとんどないと言って良い。そこには、オペラにおける情景の1つのジャンルにおける有名な第1級の型が見られるが、それはフランスでも驚くほど長く続いた成功を勝ち得ることになったのである。
グラウトによれば「リュリのオペラの性格は、まず第一に悲劇であり、次に、音楽的に作曲されたものである。テキストに対する興味と、そのテキストがドラマとしても立派なものでなければならないという考え方は、17世紀及び18世紀以来、今日まで一貫して変わらぬフランス的な立場とイタリア的な立場の基本的な相違である。当時の批評家たちはリュリの音楽の優劣を論じるのと同様に、キノーのテキストにも興味を示した」。

## 主な登場人物
| 人物名       | 原語                           | 声域                          | 役                                        | 初演のキャスト                                              |
| プロローグ   | プロローグ                     | プロローグ                    | プロローグ                                | プロローグ                                                  |
| ------------ | ------------------------------ | ----------------------------- | ----------------------------------------- | ----------------------------------------------------------- |
| メリス       | Mélisse                        | メゾソプラノ                  | ―                                         | マリー＝ジョシエ・カルティイ (Marie-Jossier Cartilly)       |
| ランヴィ     | L'Envie                        | オートコントル (Haute-contre) | 欲望                                      | ベルナール・クレディエール (Bernard Clédière)               |
| ソレイユ     | Le Soleil                      | バリトン                      | 太陽神                                    | ジャン・ボレル・ミラクル (Jean Borel Miracle)               |
| アムール     | L' Amour                       | オートコントル                | 愛の神                                    | アントニオ (M. Antonio)                                     |
| パレス       | Palès                          | ソプラノ                      | 羊飼いの神                                | マリー＝ジョシエ・カルティイ (Marie-Jossier Cartilly)       |
| 本編         |                                |                               |                                           |                                                             |
| カドミュス   | Cadmus                         | バリトン                      | テーバイの王 アゲーノールの息子           | フランソワ・ボーマヴィエル (François Beaumavielle)          |
| エルミオーヌ | Hermione                       | ソプラノ                      | 調和の女神、マルスと ヴィーナスとの間の娘 | マリー＝マドレーヌ・ブリゴーニュ (Marie-Madeleine Brigogne) |
| ジュノン     | Junon                          | ソプラノ                      | 結婚生活を守護する女神                    | フロントー夫人 (Mme Des Fronteaux)                          |
| アルバス     | Arbas                          | バス                          | カドミュスの部下                          | ランジェエ(M. Langeais)                                     |
| ドラコ       | Draco                          | バス                          | 巨人族の首長 アオニアの王                 | ロシニョール (Rossignol)                                    |
| シャリト     | Charite                        | ソプラノ                      | エルミオーヌの親友                        | マリー＝ジョシエ・カルティイ (Marie-Jossier Cartilly)       |
| ヌリス       | La Nourrice                    | オートコントル                | 乳母                                      | ベルナール・クレディエール (Bernard Clédière)               |
| マルス       | Mars                           | バス                          | 軍神                                      | ピュルヴィニー (M. Pulvigny)                                |
| 最高司祭     | Le Grand sacrificateur de Mars | バリトン                      | マルスの最高司祭                          | ゴゴネシュ (M. Godonesche)                                  |
| パン         | Le dieu Pan                    | バス                          | 牧神                                      | モレル(M. Morel)                                            |

- 舞台装置はカルロ・ヴィガラーニ（フランス語版）とジャン・ベラン[13]

## 演奏時間
序曲：約3分，プロローグ：約17分、第1幕：約34分、第2幕：約25分、第3幕：約15分、第4幕：約13分、第5幕：約15分、合計：約2時間5分

## あらすじ

### 序曲
リュリは序曲の形式的なパターンを作り出し、このパターンは《フランス風序曲》と言われ、この後の多くの作曲家の手本とされた。曲の形式は前半と後半に分れ、各部分をそれぞれ繰り返すので、AABBという形式になる。A部はゆっくりで2拍子系、付点音符の音形を使うのが特徴である。B部は速くなり、3拍子系になる。これが《フランス風序曲》の特徴である。

### プロローグ
田園
のどかな田園の穏やかなある日、この時を楽しもうと女神パラスや牧神のパンが森の精ニンフや牧童たちと歌い踊っている。すると、突如として、轟音と共に羨望の神が大蛇ピュトンと共に現れる。地上は強風に煽られ暗雲が垂れ込める。人々は恐怖に慄く。その時、まばゆい光が闇を照らし、怪物たちは退散する。大神ジュピテルが降臨し、その保護的な輝きに包まれて、歌や踊りはより大きな喜びとともに再開される。

### 第1幕
庭園

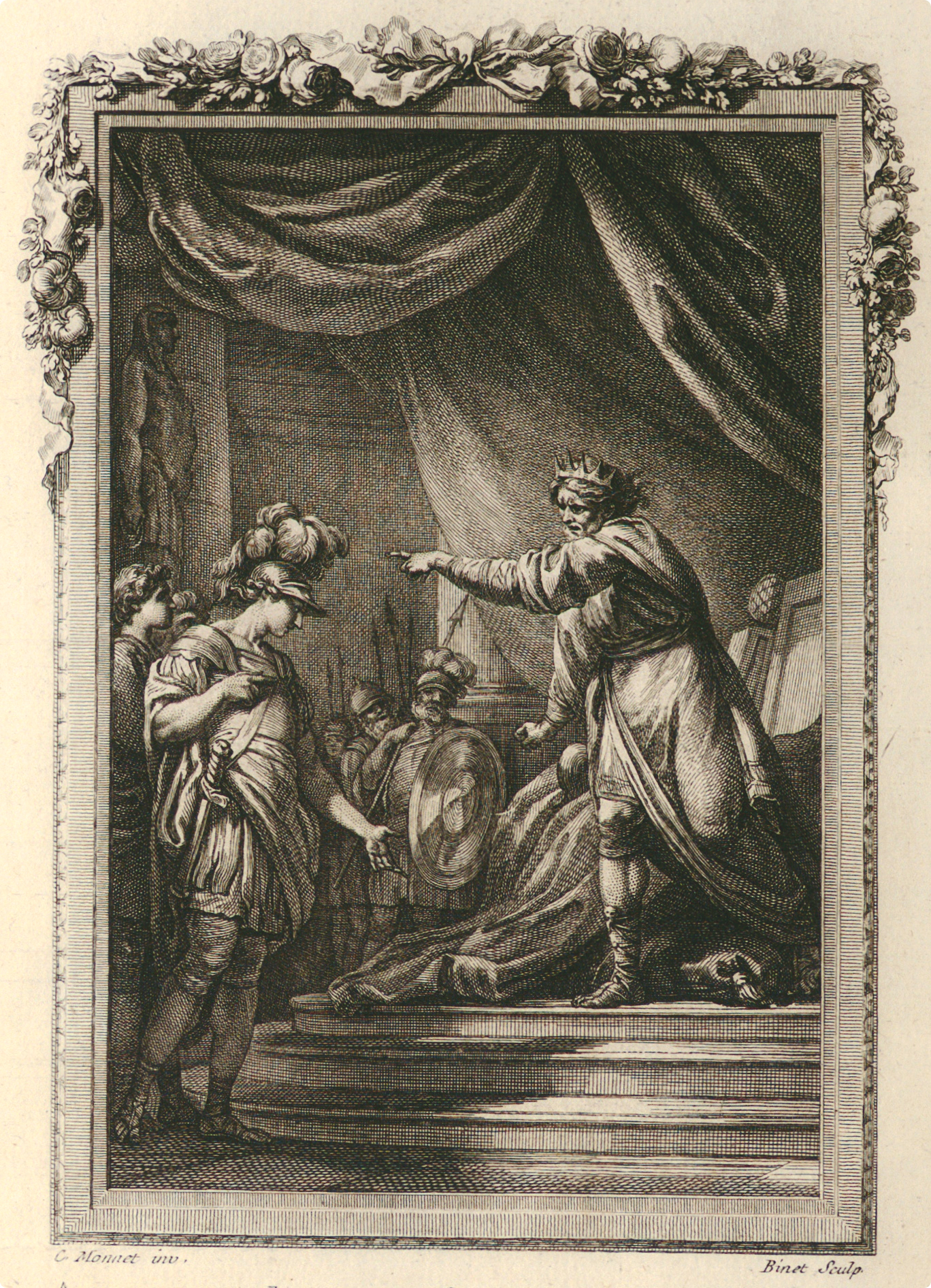
カドミュスは妹エウロペを探すよう命じられる

雌牛の姿に変装したジュピテルにさらわれた妹エウロペを探すよう命じられて旅立ったエジプトの王子カドミュスは神託に従ってギリシアを訪れる。そこでカドミュスはマルスの娘エルミオーヌの魅力に魅了され、恋に落ちる。エルミオーヌもカドミュスを好きになる。しかし、エルミオーヌには親が決めた結婚相手ドラコがいるので、エルミオーヌはこのマルスの家来である大男ドラコにしつこくつきまとわれる。カドミュスはエルミオーヌを慰めるためにアフリカ人たちによる歌と踊りの宴会を催す。（ディヴェルティスマンとしてシャコンヌが踊られる。）すると、巨人族がやって来てエルミオーヌを連れ去ってしまう。マルスの定めによる運命に逆らうことができるのだろうかとカドミュスは思い悩む。そこへ、女神パラスとジュノンがやって来る。ジュピテルの意をくむパラスはカドミュスを励ます。ジュノンはこれに反対し、カドミュスを脅かす。悩んだ挙句、カドミュスはエルミオーヌをドラコの束縛から解放することを誓う。にこれはこの地域の王、神に守られた奇怪な巨人によって召喚されたものです。彼女を征服するためには、カドミュスは、マルスが王女の周囲に置いた障害物と、ジュノンが守る障害物を乗り越えなければならないが、パラスが彼のそばにいるのを見つける。

### 第2幕
宮殿の一画
カドミュスの従者であるアルバスがエルミオーヌの従者の女性であるシャリトに夢中になっている。アルバスはシャリトに「主人がドラコにエルミオーヌを解放することを宣言したが、マルスが支援する巨人族のドラコがこの地方を支配しているのだから無駄だとドラコが一蹴した」と伝える。すると、カドミュスとエルミオーヌが現れ、お互いの想いが語られる。〈レシタティフ〉「美しいエルミオーヌよ！私は出発する。」(Je vais partir, belle Hermione) と〈二重唱〉「最も美しい絆の名において」(Au nom des plus beaux nœuds)。そして、エルミオーヌの制止を振り切って、カドミュスは戦地に赴くのだった。残されて悲嘆に暮れるエルミオーヌのもとに、アムールがやって来て、カドミュスは自分が守ると約束する。

### 第3幕
砂漠の中の洞窟

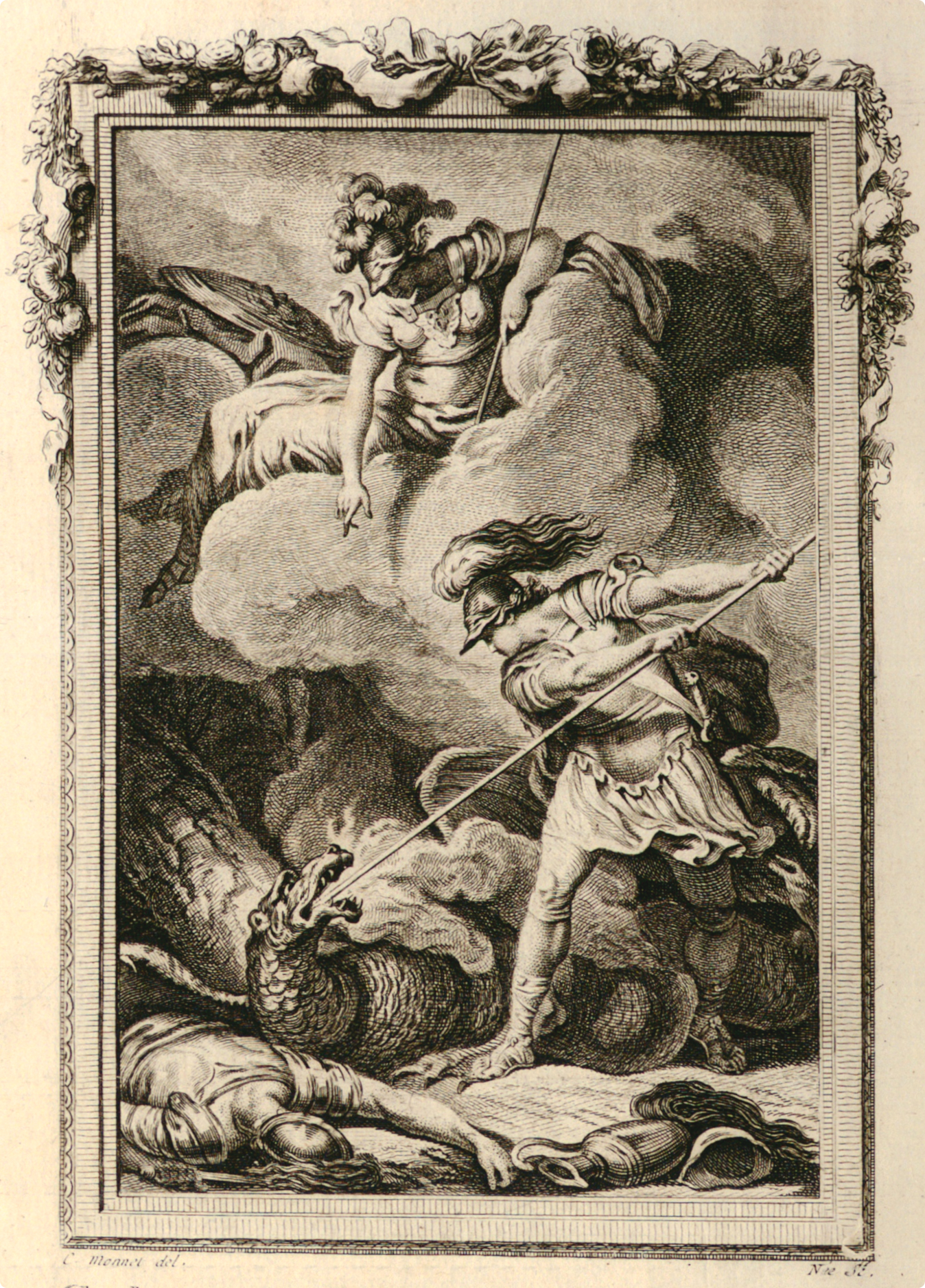
仲間を食べたドラゴンを倒すカドミュス

2人のテュロスの貴公子と2人のアフリカ人がアルバスと共に行く先を案内する。彼らは恋愛こそが最も危険なものなのだと歌う。アルバスが逸れてしまうが、カドミュスはなんとか彼を見つけ出すと、カドミュスの前に現れる。ドラゴンは2人の不運なアフリカ人を食い尽くして仲間を恐怖に陥れるが、カドミュスは勇敢に立ち向かいドラゴンを退治する。マルスの怒りを鎮めるため、祭壇が設けられ、神に犠牲を捧げ、歌と踊りが繰り広げられる。すると、マルスが降臨し、その捧げ物をすべて奪い取り、新たな功績がなければ、いかなる祈祷も無益だと言い、復讐の女神たちを呼び、祭壇を破壊する。

### 第4幕
マルスの野原
カドミュスはドラゴンの牙を集め、それを蒔くと、その一つ一つから恐ろしい兵士たちが生まれる。カドミュスはこの兵士たちと戦うと宣言する。アルバスはこのことをエルミオーヌに伝えようと場を立ち去る。アムールが現れ、鍛冶の神ウルカヌスに作らせた贈物を渡す。ドラゴンの牙から生まれた兵士たちの中にそれを投げ込むと、不思議なことに兵士たちはお互いを殺し始める。生き残った僅かな兵士たちはカドミュスに忠誠を誓う。そして、エルミオーヌの救出に向かうことにする。ドラコと巨人たちはカドミュスを攻撃するが、パラスが現れて、メデューサの頭を巨人たちに見せつける。すると、巨人たちは石になってしまう。カドミュスはエルミオーヌを見い出すが、ジュノンが現れ、エルミオーヌを連れ去ってしまう。

### 第5幕
宮殿
結婚式の準備が整えられた宮殿で、エルミオーヌを連れ去られたカドミュスは絶望する。そこへ、パラスが現れ、ジュピテルとジュノンが和解したという嬉しい知らせを伝え、彼を安心させる。ジュピテルの庇護の下、神々はエルミオーヌを彼の元に返される。ジュピテルは恋人たちを祝福し、彼らの幸福を願う。愛を神聖化するのだ。アルバス、シャリト、乳母たちの歌で盛り上がる豪華な宴会で結婚式がとり行われ、大団円となる。

## 主な全曲録音・録画
| 年   | 配役 カドミュス エルミオーヌ アルバス シャリト                                        | 指揮者 管弦楽団 合唱団 | レーベル                                                |
| ---- | ------------------------------------------------------------------------------------- | --- | ------------------------------------------------------- |
| 2008 | アンドレ・モルシュ クレール・ルフィリアトル イザベル・ドリュエ アルノー・マルゾラティ | ヴァンサン・デュメストル ル・ポエム・アルモニーク （管弦楽団および合唱団） 演出:バンジャマン・ラザール パリ・オペラ・コミック座での上演 | DVD:Alpha EAN:3760014197017                             |
| 2019 | トマ・ドリエ アデル・シャルヴェ エヴァ・ザイシク リザンドロ・アバディ                 | ヴァンサン・デュメストル ル・ポエム・アルモニーク アンサンブル・エデス合唱団                                                            | CD: Château de Versailles Spectacles EAN: 3770011431410 |